# Bula (banda)
Bula é uma banda de rock formada em Santos, no segundo semestre de 2014 por ex-integrantes das bandas Charlie Brown Jr. e A Banca.
Em 2019, a banda figurou na 9ª posição da lista "Os 100 mais influentes do cenário musical da Baixada Santista no Século XXI (surgidas entre 2001 e 2019)" do site Blog'n'roll

## História
Inicialmente, a banda surgiu de um encontro entre o guitarrista Marcão Britto e a baixista Lena Papini, na intenção de continuar produzindo e fazendo rock. Uniu-se a eles, o baterista Bruno Graveto, ambos ex-integrantes das bandas Charlie Brown Jr. e A Banca, assim deram início aos trabalhos da Bula.
O nome Bula foi inspirado no termo “Bula pontifícia”, que se refere à apresentação de um documento pontifício lacrado com uma pequena bola (do latim “bulla”), de cera ou metal. A banda então adotou esse nome como forma de mostrar seu ideal pela música “lacrado” num pacto entre os músicos, que seguem juntos pro que der e vier.
Após um curto período, Bruno Graveto assume o posto de baterista da banda mineira Strike, deixa a Bula e da lugar a André Pinguim Ruas, outro ex-Charlie Brown Jr..
No mês de novembro de 2014, foi lançado o primeiro álbum da banda, chamado Não Estamos Sozinhos, pela gravadora Deckdisc. O primeiro single, “Doses Gigantes”, saiu acompanhado por um vídeo, gravado na cidade de Santos. O single "Ela Nasceu Pra Mim", presente no álbum de estreia, conta com um dos últimos registros do baixista Champignon. A música foi composta pelo Chorão, juntamente com Thiago Castanho e Marcão, e faria parte de um próximo álbum do Charlie Brown Jr..
A banda foi uma das atrações do festival Lollapalooza 2015.
A partir de março de 2016, a banda passa a ser um quarteto com André Freitas (produtor do álbum Não Estamos Sozinhos) fazendo a segunda guitarra.
No dia 25 de janeiro de 2019, a banda lançou o clipe da música "Diamantes no Céu (A Guerra e a Paz)". O segundo disco da banda, chamado Realidade Placebo. foi lançado ainda em 2019. Em dezembro de 2019, Lena Papini deixa a banda.
Em abril de 2023, é anunciado o nome do novo álbum: Indivíduo Coletivo.

## Integrantes

### Formação atual
- Marcão Britto: vocal e guitarra (2014–presente)
- Pinguim: bateria, vocal de apoio e  beatbox (2014–presente)
- André Freitas: guitarra e vocal de apoio (2016–presente)

### Ex-integrantes
- Bruno Graveto: bateria (2014)
- Lena Papini: baixo (2014–2019)

## Discografia

### Álbuns de estúdio
- Não Estamos Sozinhos (2014)
- Realidade Placebo (2019)
- Indivíduo Coletivo (2023)

### Álbuns ao vivo
- Ao Vivo no Espaço das Américas (2017)